# Samissi
Samissi est une localité située dans le département d'Ourgou-Manéga de la province de l'Oubritenga dans la région Plateau-Central au Burkina Faso.

## Géographie
Samissi se trouve à environ 5 km au nord d'Ourgou et à environ 35 km au nord-ouest de Ziniaré, le chef-lieu provincial. Le village est distant d'un kilomètre de la route nationale 22 reliant Ouagadougou au nord du pays.

## Santé et éducation
Le centre de soins le plus proche de Samissi est le centre de santé et de promotion sociale (CSPS) d'Ourgou tandis que le centre médical avec antenne chirurgicale (CMA) de la province se trouve à Ziniaré.
Le village possède une école primaire publique.